# Patartics Zorán
Patartics Zorán (Pécs, 1968. február 4. –) Ybl-díjas magyar építész, egyetemi oktató, publicista, az Echo Kritikai Szemle szerkesztője, Pécs és a Dél-Dunántúl építészetének és kulturális életének meghatározó alakja.

## Életpályája
|  | „ Munkám során az vezérel, hogy felkutassam a feladat szempontjából leglényegibb, ám sokszor rejtőzködő kérdéseket, majd a megoldást az ezekre adott válaszokból építsem fel. Döntéseimben mércének a helyénvalóságot, célnak az optimumot tekintem. Ha a lényeg körvonalazódott, a tervezés nem más, mint egy kreatív optimalizálási folyamat, – a kreativitásból fakadóan – időnként nem várt, de annál izgalmasabb eredményekkel. ” |
|  | – Patartics Zorán |

1986-ban érettiségizett a Pécsi Nagy Lajos Gimnáziumban.  Építészdiplomáját 1992-ben szerezte meg a Budapesti Műszaki Egyetem Építészmérnöki Karán. 1994-1996 között a Mesteriskolát is elvégezte. 1992- 1994 között a Déldunántúli Tervező Vállalat (Pécsiterv) munkatársa, 1996-ban Horváth Andrással saját irodát alapított Horváth és Patartics Építész Iroda Kft. néven. Az építészi pálya mellett 1992-2000 között a Pécsi Tudományegyetem Pollack Mihály Műszaki Főiskolai Kara Tervezés tanszékének oktatójaként dolgozott.
Egyetemi évei meghatározó mesterének Balázs Mihályt tekinti; a későbbi években Janáky István, Cságoly Ferenc, Karácsony Tamás, Turányi Gábor tartozik a gondolkodását meghatározó egyéniségek közé. Legfontosabb, közeli munkatársa Horváth András.
1994-től tagja a Magyar Építészkamarának és a Magyar Építőművészek Szövetségének. 2001-2007 között a Magyar Építészkamara Felügyelő Bizottságának tagja, 2003-2005 között a Dél-Dunántúli Építész Kamara elnökségi tagja.
Azon pécsi építészek közé tartozik, akik más magyar városokban is jelentős épületeket tervezhettek: legfontosabb munkái közé sorolható a pécsi Gandhi Gimnázium kollégiumi épületének átalakítása mellett Gyula 1. számú postája, a paksi Városi Művészeti Iskola, valamint a Győri Ítélőtábla.
„Építészi pályafutása kezdetétől tehetségével, a legkülönbözőbb feladatok iránti fogékonyságával, és alaposságával keltett figyelmet. A pécsi Gandhi Középiskola tervezéséért először, a gyulai Főposta tervezéséért másodszor kapott Pro Architectura Díjat. Megvalósult nagyobb munkáit minden esetben országos tervpályázaton nyerte el, emellett pécsi lakóházai is kimagasló színvonalúak. Sokoldalú építészi munkásságának szerves része oktatói és publicisztikai tevékenysége.” (A 2008-ban elnyert Ybl-díj indoklása)
Pécsi polgárként a város társadalmi életének meghatározó tagja. 1998-2010 között a pécsi ECHO Kritikai Szemle kulturális folyóirat építész szerkesztőjeként is tevékenykedett, rendszeresen publikált nyomtatott és internetes szakmai sajtótermékekben. E tevékenysége elismeréseként 2011-ben megkapta az Ezüst Ácsceruza-díjat.
2005-ben az Európa Kulturális Fővárosa Pécs2010 győztes pályázatát készítő civil csoport egyik tagja volt. A megvalósulás folyamatából – ahogyan a győztes pályázat legtöbb munkatársa – kimaradt, de folyamatosan nyomon követte az eseményeket. Egyike volt 2010-ben az „Építészet és kontextus” című programsorozat kitalálóinak, ezen belül valósította meg a tehetségek elvándorlásának problémakörét tematizáló kulturális, közösségi diskurzusépítő projektet, EL|AWAY címmel. Az Európa Kulturális Fővárosa program nyilvánosságának elősegítésére létrehozta az EKF-FAL honlapot, valamint a város középtávú jövőképének megalkotásához virtuális helyszínként szolgáló PÉCS2030-FAL weboldalt. Ezekhez tartozóan Kis Esti Viták címmel beszélgetés-sorozatot bonyolított le, 2011-ben pedig Építő vélemény címmel kritikai pályázatot hirdetett az Európa Kulturális Fővárosa Pécs2010 projekt  megvalósult beruházásairól.

## Főbb megvalósult épületei
- 1996-1998. Gandhi Alapítványi Gimnázium és Kollégium, Pécs
- 1998-2000. 1. Posta, Gyula[11]
- 2000-2002. Családi ház, Pécs, Égervölgy (Orlovits Balázzsal)
- 2001-2002. DÉMÁSZ Értékesítési Pont, Békéscsaba
- 1994-2006. Paks Városi Művészeti Iskola, Paks
- 2004-2006. Győri Ítélőtábla, Győr
- 2004-2006. Győri Fellebbviteli Főügyészség, Győr[12]
- 2008-2010. RED BARON – YAMAHA motoros üzlet, Pécs[13]

## Fontosabb tervei
- 1995. Gandhi Alapítványi Gimnázium és Tornacsarnok, Pécs – Kern Andreával és Klenk Csabával
- 1997. Ravatalozó, Dombóvár
- 2000. 2. Posta, Pécs – tervpályázat
- 2003.Városháza bővítés, Budaörs – tervpályázat
- 2005. PTE Művészeti Campus, Pécs – tervpályázat
- 2006. Rendelőintézet, Enying – tervpályázat
- 2006-2007. Kerti pihenőház, Pécs – Kádár Györggyel
- 2007. Pécsi Konferencia- és Koncertközpont, Pécs – tervpályázat
- 2007-2008. Nádor Szálló és Palatinus Hotel átalakítása és bővítése, Pécs
- 2008. Széchenyi tér, Pécs – tervpályázat
- 2009. Don Pepe Üzletház, Budapest IV. Megyeri út - Homoktövis utca,
- 2009. Családi ház, Pécs-Makár
- 2009. Energiapark, Paks
- 2010. 320° Művészeti, Oktatási és Technikai Központ, Siófok – tervpályázat
- 2012-2013. Garay ÉlményPince, Szekszárd

## Díjai
- 1993. Diplomadíj I.
- 1998. Pro Architectura díj (Gandhi Alapítványi Gimnázium és Kollégium)
- 2002. TERCA Téglaburkolatok pályázat, Középületek kategória I. díj (Gyula 1. posta)
- 2003. Év Szép Háza Díj II. (Családi ház - Pécs, Égervölgy – Orlovits Balázzsal)
- 2003. Pro Architectura díj (Gyula 1. posta)
- 2006. Homlokzat nagydíj (Győri Ítélőtábla)
- 2008. Ybl Miklós-díj
- 2011. Ezüst Ácsceruza-díj
- 2012. Saint-Gobain Trófea I. (Red Baron - Yamaha motoros üzlet)

## Kiállítások
- 1993. A PMMF fiatal építész oktatóinak kiállítása. Pécs
- 1997. Die Zukunft der Baukultur, Fiatal építészek Magyarországról. Kiállítás a Haus Ungarn-ban, Berlin
- 1993. Díjnyertes diplomatervek, nemzetközi kiállítás. Pozsony
- 1998-1999. Új Magyar Építészet. Budapest, Dorottya Galéria; Tallinn; Pozsony, Magyar Kultúra Intézete; Kassa, Kopa Design Galéria; Bukarest, MINCU Műszaki Egyetem
- 1998. Kortárs Pécsi Építészet 1980-1998. Pécs
- 1999. Horváth és Patartics Építész Iroda kiállítása. Pécsi Kisgaléria
- 2004. KÖZBEN – A magyar építészet 15 éve a rendszerváltástól az EU-ba lépésig – 1989-2004. Budapest, Műcsarnok
- 2006-2007. f_f_f „fiatalok feketén-fehéren”, Budapest, Debrecen, Pécs, Győr, Sopron, Nagyszeben
- 2008. TÉRJEL – Kortárs győri építészet – 1989-2008 – Győr-Budapest-Pécs-Kolozsvár- Brassó-Sepsiszentgyörgy
- 2010. 12 ÉV – Dél-Dunántúl építészete a 21. század elején. Pécs, Budapest
- 2014. I. Építészeti Nemzeti Szalon. Budapest, Műcsarnok

## Idézetek
- „Az építészet mégis különös és talányos dolog. Különös pedig azért, mert az eredmény indirekt módon jön létre. Az építés eszköze az anyag, a szerkezet, de az eredmény csupa megfoghatatlan és magyarázhatatlan érzet, mint amilyen mindenekelőtt a tér, vagy például a hangulat, az aura. Ha alaposan belegondolunk, olyan problémák ezek, amelyek leírására – különösen a megteremtésükhöz vezető út leírására – nyelvünk sem alkalmas. Nem is lehet, hiszen példának okáért a térnek még az érzékelése sem tisztázott. Magabiztosan állíthatnánk, hogy a teret a szemünk érzékeli, de ez nagyon felületes megközelítés volna. A román bazilika, vagy a gótikus katedrális egészen másként hat ránk, és ennek nem a látvány az oka, hanem a tér különböző megélése. Benne van a tér struktúrája, hangsúlyai, fényei, diffuzitása, zengése, az intimitás érzete, a határoló felületek határozottsága, vagy éppen határozatlansága, anyaga, a járás keménysége, simasága és számtalan más is, de legfőképpen pedig a lépték és az arány. Az építésznek mindezt úgy kell befolyásolnia, hogy közben a készletében nincsenek olyan anyagok, mint amilyen a hangulat, vagy az intimitás. Tervében csak az anyag jellemzőit tudja megjeleníteni.” Patartics Zorán, 2006[14]
- „A kulturális ipart nem szabad azonosítani ilyen felkapott példákkal, vagy a „kultúra városa” szlogennel, mert valóban működő kulturális ipar csak ott van, ahol az integrálódni tud a város gazdaságába, és tegyük hozzá, a társadalmába, meg a kormányzási szemléletbe is. Egy szlogen nem elég.” Patartics Zorán, 2012[9]